# Bebelis inaequalis
Bebelis inaequalis är en skalbaggsart som först beskrevs av Fisher 1947.  Bebelis inaequalis ingår i släktet Bebelis och familjen långhorningar.
Artens utbredningsområde är Paraguay. Inga underarter finns listade.